# Morpho guaraura
Morpho guaraura är en fjärilsart som beskrevs av Le Cerf 1925. Morpho guaraura ingår i släktet Morpho och familjen praktfjärilar. Inga underarter finns listade i Catalogue of Life.